# Корковадо
Корковадо (Corcovado, значи грба) је брдо у централном дијелу града Рио де Жанеиро. Висока гранитна стијена од 710 метара се налази у шуми Тижука, само мало западно од центра, и видљива је из сваког дијела града. Позната је по томе што се на њеном врху налази скулптура Христа Спаситеља (порт. Cristo Redentor).